# Erich Übelhardt
Erich Übelhardt (Herbetswil, 7 de junio de 1958) es un deportista suizo que compitió en ciclismo de montaña en la disciplina de campo a través. Ganó tres medallas en el Campeonato Europeo de Ciclismo de Montaña entre los años 1989 y 1992.

## Medallero internacional
| Campeonato Europeo | Campeonato Europeo     | Campeonato Europeo | Campeonato Europeo |
| Año                | Lugar                  | Medalla            | Competición        |
| ------------------ | ---------------------- | ------------------ | ------------------ |
| 1989               | Anzère (Suiza)         | Medalla de bronce  | Campo a través     |
| 1991               | La Bourboule (Francia) | Medalla de oro     | Campo a través     |
| 1992               | Möllbrücke (Austria)   | Medalla de oro     | Campo a través     |